# Tipula cressa
Tipula cressa är en tvåvingeart som beskrevs av Mannheims 1965. Tipula cressa ingår i släktet Tipula och familjen storharkrankar. Inga underarter finns listade i Catalogue of Life.